# 1505 a tudományban
Az 1505. év a tudományban és technikában.

## Felfedezések
- Peter Henlein nürnbergi lakatos elkészíti az első zsebórát.
- Götz von Berlichingen vasból készült műkeze az első mesterséges végtag, amelyről írásos említés maradt fenn.

## Események
- a Bermuda-szigetek felfedezése
- a Comore-szigetek felfedezése
- A cambridge-i egyetem alapítása.

## Halálozások
- João Fernandes Lavrador portugál utazó
- Pedro Alonso Niño spanyol utazó
- október 18. - Al-Szujúti egyiptomi arab történetíró, teológus, nyelvtudós (* 1445)